# Бескайнар (Талгарський район)
Бескайна́р (каз. Бесқайнар) — село у складі Талгарського району Алматинської області Казахстану. Адміністративний центр Бескайнарського сільського округу.
У радянські часи село називалось Горний Садовод.
Населення — 2858 осіб (2021; 2008 у 2009, 1941 у 1999, 2080 у 1989).